# Гой-Чу
Гой-Чу (чечен. ГӀой-Чу, СаІди-КІотар) — село в Урус-Мартановском районе Чечни. Административный центр Гой-Чуйского сельского поселения.

## География
Село расположено по обоим берегам реки Гойта, в 7 км к юго-востоку от районного центра города Урус-Мартан и в 35 км к югу от Грозного.
Ближайшие населённые пункты: на севере — Гойское (образует с Гой-Чу единый жилой массив), на востоке — Алхазурово, на западе — Мартан-Чу.

## Этимология
Устаревшие варианты названий Садин-Котар и Бачин-Котар восходят к антропонимам. Саду и Бача — отец и сын, именами которых были названы хутора, слившиеся в единый жилой массив сёл Гой-Чу и Гойское.
В основе названия обоих селений (а также двух других топонимов: реки Гойта и расположенного на её берегах селения Гойты, в том же Урус-Мартановском районе) лежит чеченское слово гӀой — «воины».

## История
В 1963 году на северной окраине обнаружено Саралиевский могильник.
В районе нынешнего села в XVIII — XIX вв. находилось несколько хуторов Бачин-КIотар, Хьачарой-КIотар, Бено-КIотар, СаIади-КIотар, Хилдехьарой-КIотар которые впоследствии слились в один населенный пункт.

#### Период выселения
До 1944 года хутор Саралиево входил в состав Алхазуровского сельсовета. Указом Президиума Верховного Совета РСФСР от 23 февраля 1945 года хутор переименован в Комсомольский. Со временем название трансформировалось в Комсомольское, и такое название село носило до 2000-х годов.

#### Военное время
Село получило всеобщую известность в марте 2000 года, во время Второй чеченской войны, когда здесь разгорелись затяжные бои между российскими войсками и отрядом Руслана Гелаева, в ходе них погиб рядовой новосибирского 19-го отряда специального назначения «Ермак» ВВ МВД Юрий Петухов. Село было до основания разрушено, но на протяжении нескольких послевоенных лет жители активно восстанавливали свои жилища. В 2010-е годы Гой-Чу был восстановлен на 70-80 %.

## Население
| 1990  | 2002  | 2010  | 2012  | 2013  | 2014  | 2015  |
| ----- | ----- | ----- | ----- | ----- | ----- | ----- |
| 2784  | ↗2919 | ↗5078 | ↗5107 | ↗5129 | ↗5214 | ↗5297 |
| 2016  | 2017  | 2018  | 2019  | 2020  | 2021  | 2023  |
| ↗5311 | ↗5356 | ↗5419 | ↗5475 | ↗5498 | ↘5443 | ↗5480 |
| 2024  |       |       |       |       |       |       |
| ↗5559 |       |       |       |       |       |       |

Национальный состав
По данным Всероссийской переписи населения 2010 года:
| Народ   | Численность, чел. | Доля от всего населения, % |
| ------- | ----------------- | -------------------------- |
| чеченцы | 5 071             | 99,9 %                     |
| другие  | 7                 | 0,1 %                      |
| всего   | 5 078             | 100,00 %                   |

## Образование
- Гой-чунская муниципальная средняя общеобразовательная школа[27].

## Тейпы
Тейповый состав села:
- Хилдехарой
- Богачарой
- Мулкой
- Нихлой
- Пхьамтой
- Садой
- Дишний
- Гухой
- Гендарганой
- Беной
- Чинхой
- Зумсой
- Чантий
- Хьачарой
- Туркой
- Пешхой
- Чейрой

## Известные уроженцы
- Гелаев Руслан Германович — военный эмир ЧРИ и дивизионный генерал, активный участник вооруженного конфликта на территории Чеченской Республики конца 1990-х — начала 2000-х годов.

## Галерея
- Гой-Чу
- Гой-Чу